# Thủy Xá - Hỏa Xá

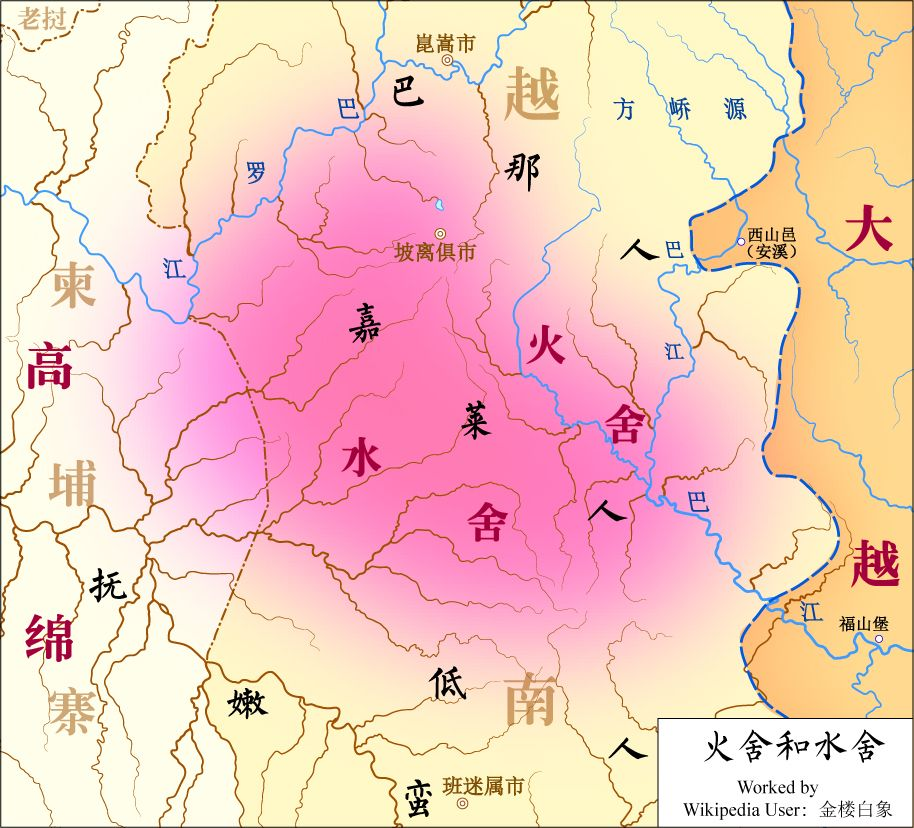
Lãnh thổ Thủy Xá (水舍) và Hỏa Xá (火舍).

Thủy Xá - Hỏa Xá (chữ Hán: 水舍 - 火舍) là tên gọi trong sử ký của triều Nguyễn để chỉ tiểu quốc Jrai của người Jrai - Eđê trên cao nguyên Pleiku từ thế kỷ 15 đến cuối thế kỷ 19. Thủy Xá và Hỏa Xá được cai trị bởi hai tiểu vương vua nước Thủy Vương và vua lửa Hỏa Vương (Tiếng Khmer là Sdet Tik - Sdet Phlong, Tiếng Lào là Sadet Fai - Sadet Nam, Tiếng Êđê là Mtao Êa - Mtao Pui, Tiếng Jrai là Ptao Ia - Ptao Apui) cai trị. Ngoài ra, còn 1 vị Pơtao ít được biết đến nữa là Pơtao Angin (Gió) (Tiếng J'rai).

## Lịch sử
Theo kí thuật của tác gia Lê Quý Đôn trong Phủ biên tạp lục:
Hai vị Thủy Vương và Hỏa Vương nước Nam Bàn, nước này có 50 làng lệ thuộc, trong đó có núi Bà Nam. Núi rất cao và lớn, làm trấn sơn cho một phương.
Thủy Vương ở về phía đông núi Bà Nam, còn Hỏa Vương ở về phía tây núi, có địa phận riêng và làm nhà gác bằng gỗ để ở, bộ hạ có đến mấy trăm người.
Khi vua đi đâu thường cưỡi voi, có hơn chục người tùy tùng đi theo, đến làng nào thì đánh ba hồi chuông, dân làng đều ra, họ làm một cái lều tranh cho vua ở (vì kiêng không vào nhà dân). Họ dâng lên vua những thứ như: nồi đồng, tấm vải trắng, hoặc một cây mía, một nải chuối chẳng hạn. Vua cứ việc nhận lấy các lễ vật ấy không nề hà gì. Thu nhận lễ vật cũng không ghi chép gì, xong thì nhà vua đi.
Hải Vương mặt đen và xấu nhưng vợ và thiếp thì người nào cũng có nhan sắc đẹp đẽ, họ đều bận xiêm áo của Chiêm Thành có xiêm hoa rực rỡ.
Thủy Xá và Hỏa Xá ở hai địa điểm khác nhau: xã Chư A Thai, huyện Ayun Pa (phía Nam tỉnh Gia Lai) và xã Ia Lốp, huyện Ea Súp (phía tây bắc tỉnh Đắk Lắk). Mỗi ông có tầm ảnh hưởng trong một vùng và không được gặp nhau, nếu không sẽ phải một mất một còn. Nếu đúng như ghi chép của Lê Quý Đôn thì Thủy Xá ở xã Chư A Thai (phía đông) còn Hỏa Xá ở Ia Lốp (phía Tây). Tuy nhiên chưa có sự phân định rõ ràng, các tiểu vương này khi thì tự nhận là vua Nước, khi thì tự nhận là vua Lửa.
Thủy Xá và Hỏa Xá đều thuộc dòng họ Siu và chỉ được phép lấy vợ thuộc dòng họ R'com H'Bia (R'com là họ, chứ không phải cô nàng. R'com là một loại cây có lá giống lá cây dâm bụt. Xưa kia, người Jrai không có họ. Mẹ sinh ra dưới gốc cây R'com thì đứa bé ấy mang họ R'com). Họ có ảnh hưởng lớn trong cộng đồng Jrai và khu vực lân cận nhưng không trực tiếp nắm quyền hành thế tục và phải tuân thủ một số tục lệ kiêng cữ. Đây được coi là một dạng tù trưởng của một hình thức nhà nước sơ khai, cách đây không lâu còn thấy ở một số liên minh bộ lạc châu Phi và nam Ấn Độ.
Ngoài ra tại xã Chư A Thai còn có vua Gió (pơtao Angin), ra đời muộn hơn hai vua trên.

## Quan hệ với Chân Lạp
Để cầu sự an lành cho xứ sở và sự chở che từ phía Tây Nguyên, cứ 3 năm một lần các vương triều Khmer (Chân Lạp) lại dâng lễ vật lên Thủy Xá và Hỏa Xá.

## Quan hệ với chúa Nguyễn
Trong thời kỳ các chúa Nguyễn cai trị ở Đàng Trong, bắt đầu từ thế kỷ 17 đã gây ảnh hưởng lên các tiểu vương này, theo ghi chép của Lê Quý Đôn, cứ 5 năm một lần các chúa Nguyễn thường sai các cai đội ở phủ Phú Yên làm Chánh sứ và Phó sứ theo lưu vực sông Ba lên gặp các vị tiểu vương cho áo gấm, mão, nồi đồng, khóa sắt, đồ sứ, bát, đĩa và đồng thời đòi phải nộp lễ cống và thuế.

Thời chúa Nguyễn, theo Đại Nam thực lục:
Tân mùi, năm thứ 13 [1751] [đời chúa Nguyễn Phúc Khoát], mùa hạ, tháng 5, ... Thủy Xá 水舍, Hỏa Xá 火舍 vào cống. Hai nước ở phía trên nước Nam Bàn 南蟠 (khi Lê Thánh Tông đánh được Chiêm Thành, dòng dõi nước ấy làm vua nước Nam Bàn, cắt cho đất từ núi Thạch Bi về phía tây), thôn lạc có hơn năm chục, giữa có núi Bà Nam 婆南山 rất cao, vua Thủy Xá ở phía đông núi, vua Hỏa Xá ở phía tây núi. Buổi quốc sơ, vì cớ họ giáp giới với Phú Yên, cứ 5 năm một lần sai người đến các nước ấy cho quà (áo gấm, mũ, nồi đồng, chảo sắt và chén đĩa bằng sứ). Vua hai nước ấy nhận được vật cho, tức thì sắm sửa phẩm vật địa phương (kỳ nam, sáp ong, nhung hươu, mật gấu, voi đực) để hiến. Tới đây sai sứ sang cống. Chúa hậu tứ rồi cho về.

## Quan hệ với nhà Nguyễn

### Gia Long
Mối quan hệ này được giữ vững từ thời các chúa Nguyễn sang thời nhà Nguyễn. Thời Gia Long, theo Đại Nam thực lục:
Quý hợi, Gia Long năm thứ 2 [1803], ... hai nước Thủy Xá Hỏa Xá, sai sứ đến quy phục, sứ giả đến Phú Yên. Dinh thần tâu lên, vua sai ban áo gấm và xuyến ngà rồi cho về.

### Minh Mạng
Thời Minh Mạng, theo Đại Nam thực lục:
Tân tỵ, năm Minh Mệnh thứ 2 [1821], nước Thủy Xá xin phụ thuộc vào nước ta. Đầu đời Gia Long, Quốc trưởng nước ấy sai sứ đến Phú Yên xin quy phục. Thế tổ cho nhiều rồi bảo về. Đến nay sai người mang đồ vật được cho trước kia và cồng thau, sáp ong làm tin đến bảo Phước Sơn, xin cho sứ được thông hành vào cống. Trấn thần tâu lên. Vua khen là đến có ý thiết tha, y cho. Sau vì nước ấy có biến, lễ cống không đến được.
Kỷ sửu, năm Minh Mệnh thứ 10 [1829], nước Thủy Xá sai sứ đến thông khoản. Trước là năm Minh Mệnh thứ 2, Quốc trưởng Ma Ất sai sứ tới thành Phước Sơn trấn Phú Yên xin cống. Ma Ất chết, việc không thành. Năm thứ 4 em là Ma Mỗ lên thay, lại sai sứ xin cống. Rồi Ma Mỗ chết, việc lại không thành. Em Ma Mỗ là Ma Lam nối, từng muốn cầu thông hiếu, mà không có người sai đi sứ được. Đến bấy giờ, vua thấy nước ấy đã lâu không đến cống, sai trấn thần uỷ người dò thăm tình trạng, và ghi rõ bờ cõi, núi sông chính sự, phong tục để dâng lên. Rồi phái bọn Đội trưởng thuộc trấn là Nguyễn Văn Quyền đi tự Phước Sơn, qua 6 ngày đến nước ấy.
Ma Lam thấy Quyền đến rất mừng, và trình bày tình trạng, bèn sai thuộc hạ là bọn Ma Diên, Ma Xuân đem sản vật địa phương (1 cái ngà voi), theo Quyền đến xin thông chức cống. Trấn thần tâu lên. Vua sai thưởng cấp bạc lụa và quần áo (thưởng cho Quốc trưởng nhiễu màu hồng màu lam đều 1 tấm, sa nam 20 tấm, cho Ma Diên, Ma Xuân khăn nhiễu màu bảo lam, áo sa, quần triều đều 1, bạc đều 10 lạng). Ban yến để uý lạo rồi cho về. 
Lại sai hỏi sứ giả rằng: “Thủy Xá, Hỏa Xá vốn là một nước hay hai nước” ? Sứ giả đáp rằng “nước mình là Hỏa Xá, Quốc trưởng xưng là Hỏa vương, không từng nghe có Thủy Xá, tên Thủy Xá là tự sứ trước phiên dịch lầm”. Từ đấy nước ấy đến cống, xưng là Hỏa Xá.
(Giới hạn Hỏa Xá: đông giáp thuộc man Phú Yên, tây giáp nước Lèo, nam giáp thuộc man Bình Hòa, bắc giáp thuộc man Bình Định ; nước ấy không biết văn tự, có truyền báo chỉ lấy móc câu bằng thau chuyển đệ làm tin. Thuế lệ  thì hoặc nộp vải hoặc nộp dao, không có định ngạch. Chỗ ở không có thành quách, voi ngựa cũng ít. ở giữa có một cái nhà sàn, Quốc trưởng ngồi giường bằng tre, mặc áo màu vàng thêu đầy hoa, đội khăn nhiễu màu xanh, mặc quần vải trắng; bên tả hai cái nhà sàn thờ cúng thần kỳ. Khi Quốc trưởng ở thường, sai khiến làm việc, chỉ dùng người thân, không có binh giáp; khi nước có việc thì họp dân làm binh, mang dao, vác nỏ, không việc thì giải tán về ruộng làng. Trị nước không có pháp luật hình phạt. Phàm thuộc man trái lệnh thì Quốc trưởng trù ếm cho dịch lệ và hỏa tai rất ứng nghiệm, cho nên dân man sợ như thần, dân có thịt rượu dâng Quốc trưởng thì đánh chiêng đánh trống, tay múa, chân nhảy làm lễ thờ vua. Phong tục tin ma quỷ, có đau ốm thì chỉ biết cầu đảo mà thôi. Tính quen nắng, giỏi bắn cung, dân cư nhiều mà gạo thì ít, khai khẩn núi rừng, chỉ trồng khoai, ngô, bông sợi, dưa bí để đổi chác cho người buôn).
Tân mão, Minh Mệnh năm thứ 12 [1831], nước Hỏa Xá sai sứ đến cống (1 đôi ngà voi, 1 chiếc sừng tê). Vua ban vàng lụa, quần áo rồi cho sứ về. Bộ Lễ bàn xin chuẩn định số đồ cống (ngà voi 1 đôi, sừng tê 2 cái), kỳ tiến cống (cứ các năm tý, mão, ngọ, dậu) 3 năm 1 lần, bắt đầu từ năm Minh Mệnh thứ 15 [1834]. Còn việc cung cấp ban yến và tặng thưởng thì hơi kém Nam Chưởng và Chân Lạp, nhưng hậu hơn Lạc Biên, Mục Đa Hán. Vua chuẩn y lời bàn.
Giáp Ngọ, năm Minh Mệnh thứ 15 [1834], nước Hỏa Xá sai sứ đến cống. Vua ra lệnh cho tỉnh Phú Yên hộ tống sứ giả theo đường thủy vào Kinh. Khi sứ đã đến, bộ Lễ thăm hỏi phong tục trong nước, sứ giả chỉ nói đêm mà không nói ngày, cứ lấy mùa lúa chín làm 1 tuổi, mà không nói đến năm. Thế thứ của quốc trưởng đến nay được 10 đời. Bộ thần đem việc tâu lên.
Vua bảo rằng : “Hỏa Xá không biết có năm và ngày, chắc cũng chẳng biết có họ. Sai trước hãy thưởng cho sứ thần là Ma Duyên, Ma Tài mỗi người một bộ mũ áo thường triều Tòng thất phẩm văn giai”. Lúc vào lạy chầu, sứ thần làm đúng lễ nghi trong khi lui tới. Vua khen, dụ Nội các rằng : “Đất nước họ tuy ở xa khơi, thắt nút dây để đánh dấu chính sự, cày ruộng mà ăn, hãy còn phong tục thượng cổ, nhưng họ cũng đều có răng, có tóc như mọi người khác và, về phần phú bẩm, cũng có lương tri, lương năng, thì sao lại không thể cùng họ cùng làm điều thiện ? Cho nên thánh nhân dùng lễ giáo Trung Quốc để biến đổi thói tục man di, đem lễ nghĩa dạy bảo, thì loài có mai có vẩy cũng có thể biến hoá mà biết mặc quần áo. Vả, nước ấy từ trước đến nay vẫn giữ chức phận, làm lễ triều cống, dốc lòng tôn thân, thực là một nước có đạo nghĩa. Vậy, Quốc trưởng tên là Lam, chuẩn cho ban họ là Vĩnh và tên là Bảo. Những chiếu sắc ban cho thì viết thẳng là Hỏa Xá quốc vương, để cho họ biết có đầu mối, giữ đúng danh hiệu, ngày càng nhuần thấm phong hóa người Kinh. Chánh sứ thì cho họ là Lĩnh, vẫn tên là Duyên, phó sứ thì cho họ là Kiệu vẫn tên là Tài như cũ”. Lại thưởng thêm cho nhiều cây hàng tấm, có từng bậc khác nhau (2 sứ thần : mỗi người 2 tấm sa, đoạn ; 1 thông sự : 2 tấm sa trơn hàng ta; 3 hành nhân : mỗi người một tấm đũi. Tục nước Hỏa Xá gọi quan là Long [rồng]. Sứ giả không dám tự xưng là “Long”, nên đổi gọi là “Ma”. Và tục nước đó không dám mặc áo hoa, cho nên những sa và đoạn ban cho đều dùng hàng trơn).
Canh Tý, Minh Mệnh năm thứ 21 (1840). Mùa hạ, tháng tư,
Bọn Tướng quân Trương Minh Giảng thành Trấn Tây tâu nói: cứ phủ Sơn Tĩnh báo: có man trưởng nước Thuỷ Xá tên là Tiết đem theo hai người cưỡi hai thớt voi, đến man Phủ Nộn chỗ tiếp giáp huyện Sơn Bốc, sai người nói với Huyện úy là tên Liệt muốn đến hỏi thăm. Hỏi thì tên Liệt nói: từ trước tên man trưởng kia vẫn quen biết Phiên vương, cứ 3 năm 1 lần đến, Phiên vương lại cho của cải. Bởi vì nó có quỷ thuật, hễ đi đến đâu, người ta thường lấy của cải tiễn nó. Chuyến này nó đến, chẳng qua muốn cầu của cải, không có ý gì khác. Nhưng nghĩ : việc giao thông với ngoại quốc đã có nghiêm cấm, bọn có quỷ thuật cũng không nên gần. Chót đã sai từ chối rằng : phiên hạt này đã thuộc về triều đình, chỗ nào cũng có quan binh phòng thủ. Nếu lấy cớ quen biết nhau đã lâu mà đến hỏi thăm, sợ việc giác ra lại có tội, để cho chúng về đi, không được ở lại.
Vua dụ rằng : “Trẫm từ lúc bé từng nghe nói có tên 2 nước là Hoả Xá và Thuỷ Xá, mà từ trước đến nay, chỉ có Hoả Xá đến cống, còn Thuỷ Xá thì không có tin tức gì. Nay bèn từ cõi xa mà đến. Không ngại gì, tuỳ nghi vỗ về yên ủi để tỏ lòng yêu mến. Hơn nữa, nhân tiện hỏi cho minh bạch để biết rõ được phong tục phương xa. Ngày dụ này đến nơi, nếu man trưởng kia còn ở địa đầu huyện Sơn Bốc, thì cho lập tức đón về lỵ sở đón tiếp khoản đãi, hỏi lấy nguyên uỷ man ấy, từ trước đến nay, tụ họp ở vào chỗ nào, tiếp giáp những địa phương nào, chỗ chúng ở có hình thế núi sông, thành quách binh dân, có thể gọi là một nước không hay chỉ ở vào hang núi, cũng giống như Miên - Lào ? Cùng là phong tục nhân dân, có biết phân biệt vua tôi trên dưới gì không ? Hỏi từng điều cho rõ ràng đích xác, rồi sẽ cho chúng đi. Nếu nó đã đi rồi, thì lập tức chiểu sức cho tên Liệt chiểu những câu ấy mà tra hỏi và hỏi quỷ thuật của nó dùng là quỷ thuật gì, hỏi cho rõ ràng tâu lên”.
Khi tờ dụ đến nơi thì Quốc trưởng kia đã đi rồi. Bọn Giảng hỏi thổ mục là tên Mạt, tên Kế, so với lời tên Liệt tự kể lại năm trước đã thấy thì hai lời nói không giống nhau, đem cả tâu lên : (Xét trong tờ sớ nói rõ : lời lũ tên Mạt, tên Kế nói rằng : lũ ấy nghe nói hai nước ấy dẫu nhỏ, mà quỷ thần thiêng hơn Chân Lạp. Năm trước Phiên vương sai lũ ấy đem vật hạng đi, cầu quỷ thần hai nước ấy phù hộ. Lần ấy đi từ huyện Sơn Bốc, hướng về phía đông tìm đường mà đi, qua 15 ngày mới đến chỗ ở của Quốc trưởng Thuỷ Xá. Đất nước ấy đông giáp nước Hoả Xá, tây giáp huyện Sơn Bốc, nam giáp man Diên Điên, bắc giáp Lai Man. Chỗ Quốc trưởng nước ấy ở 3 mặt ngăn núi, 1 mặt đồng ruộng, trong có 100 nhà dân. Quốc trưởng ở nhà tranh 7 gian, ở phía đông dân cư, không đặt thành quách. Trong nhà làm gác thờ thần, gia quyến nô lệ chỉ độ 14 hay 15 người mà thôi.
Nước Hoả Xá chỗ Quốc trưởng ở cách nước Thuỷ Xá 3 ngày đường. Về nhà tranh và gia quyến, nô lệ, dân cư cũng đại lược giống nước Thuỷ Xá, duy làm riêng một đền làm chỗ thờ thần, đất đều đồng rộng, không có núi sông hiểm trở gì.
Bọn ấy mới đến, hai nước ấy nhận phẩm vật, hai Quốc trưởng đều họp dân man vài mươi người, mổ thịt một con trâu, thay Phiên vương tế thần cầu đảo, không cho bọn ấy trông thấy. Tế xong, đem thịt trâu cho bọn ấy mỗi người một bát nói rằng : không ăn thì sẽ ốm. Rượu thì hoà lẫn với nước trong đựng vào cái vò, lấy ống tre hút mà uống. Nước ấy không đặt quan tư, không có binh lính, hình luật, dân không có chữ ; có vay mượn nhau thì thút nút dây làm dấu. Sinh lý [sinh kế] thì đẵn cây ngoáy đất lên mà trồng trọt, không có cày bừa, cả năm không nộp tô thuế gì. Quốc trưởng cũng không đòi hỏi. Quốc trưởng khi đi chơi đi gần thì người đi theo chỉ có 3, 4 người, đi xa cũng chẳng quá hơn 10 người, cưỡi 3 thớt voi lấy nón lá che đầu, mà không có lọng tàn. Tục nước ấy, trai gái bằng lòng nhau thì con trai đem trầu rượu đến nhà con gái, mời dân sở tại đến họp, tức là định việc thành hôn. Đại ước ra ở riêng thì ít, mà đi ở rể thì nhiều. Người chết không có quan quách, chỉ để ở trên giường phẳng, họ hàng đến thăm, khóc, mỗi người lấy một nhúm cơm nhỏ nhét vào miệng, nhét đầy rồi, người đến sau lấy ở ngón tay móc cơm cũ ra, lại nhét cơm mới vào. Đủ 3 ngày, khiêng cái giường để xác chết ấy đem đào huyệt chôn, đắp mả xong cúng rồi về. Con cháu áo mặc như thường, duy có trong 3 tháng bỏ xoã tóc. Gặp ngày giỗ cũng đem phẩm vật cúng ở mả. Về nhạc khí dùng chiêng đồng lớn nhỏ 5 cái, thanh la 1 cái, trống 1 cái, đám hỷ đám hiếu đều dùng nhạc khí ấy cả.
Bọn kia nghe nói : nước Thuỷ Xá có 2 hòn đá, 1 đoạn roi mây, nước Hoả Xá có 1 con dao ngắn ; chúng cho là đồ rất thiêng, lâu đời truyền lại, không biết linh nghiệm đến thế nào, mà không cho người ngoài trông thấy bao giờ. Dân có bệnh tật gì, lấy lễ vật nhỏ đến cầu cúng thì khỏi. Người đều cho là thiêng. Phàm các sốc ((1) Sốc cũng như tổng lý của ta.1) trưởng trong nước thường thường thân đến, cũng lạy cúi rạp không dám trông thẳng vào, bởi vì tục dân chuộng đạo quỷ thần đấy thôi.
Lại nghe nói Quốc trưởng hai nước ấy không ra mắt nhau bao giờ. Họ nói : nếu ra mắt nhau thì có một người bị chết.
Quốc trưởng tuổi già thì truyền ngôi cho cháu hay cháu gọi là chú bác, chứ không truyền ngôi cho con, họ nói rằng truyền cho con thì không lợi.
Lúc bọn kia trở về, hai Quốc trưởng gửi cho Phiên vương gạo nếp, hạt vừng đều 2 bầu, sáp ong đều 2 bánh. trước hết lấy lửa hơ bánh sáp rồi in bàn tay lên trên, dặn rằng nếu gặp bão to, mưa dữ, đại hạn, hoặc binh đao tật bệnh, thì lấy sáp đốt làm 2 cây đèn cầu kêu Thuỷ vương, Hoả vương phù hộ, và lấy gạo vừng mỗi thứ 1 vốc ném vung ra, thì việc gì cũng được như nguyện.
Lại gửi cho Phiên vương 1 người tù làm nô, 1 chiếc ngà voi, 1 chiếc tê giác để làm đồ tặng đáp đi lại.
Tên Liệt nói : năm trước hắn đi buôn đã đến nước Thuỷ Xá, hành trình từ huyện Sơn Bốc đến chỗ Quốc trưởng ở, ước độ 6 ngày, cách chỗ ở của Quốc trưởng Hoả Xá độ 2 ngày đường. Đất nước ấy, đông giáp nước Hoả Xá, tây giáp man Phủ Nộn, tiếp giáp với các huyện Sơn Phủ, Sơn Bốc, Quế Lâm ; nam bắc tiếp giáp các bộ lạc người man không biết đến tận đâu. Xứ ấy dẫu nhiều núi khe cũng chỉ thấp bé không có hình thế danh sơn đại xuyên. Chỗ sốc của Quốc trưởng ở, nhân dân độ hơn 100 nhà, chỗ nhà Quốc trưởng ở, không đặt đồn đóng ngăn giữ. Nô bộc trên dưới 20 người, đốt cây ở đất rậm rồi trồng lúa mà ăn, cũng như dân trong sốc. Dân sở dĩ tôn làm Quốc trưởng là vì tương truyền đời trước để lại một cái roi mây, thờ làm vật thiêng, Quốc trưởng làm đền ở chỗ gần nhà để thờ, có việc cần cúng được linh ứng ngay, chưa từng nghe có thuật là gì. Dân có người nào ốm đau mới đem lễ phẩm đến nhờ Quốc trưởng cầu cúng, nếu không thì suốt năm không đi lại gì với Quốc trưởng cả... Quốc trưởng có khi đến các ấp yêu cầu tài lợi thì dân chỉ cho đồ vật nhỏ mọn chứ không có lệ thường cung. Lúc ngày thường cùng ở với nhau cũng như dân Chân Lạp, Ai Lao chưa biết phận vua tôi).
Vua nói rằng: “Hiện nay nhà nước nhàn hạ, những núi sông phong tục các nước bốn chung quanh, đều nên hỏi rộng tìm kỹ để làm sách “Thái bình quảng ký”. Huống chi nước kia ở về phía tây nam, đường đi cũng không xa, tiếc gì mà không một phen sai đi xét cho đích thực, để rộng thêm kiến văn ư? Vậy chuẩn cho phái ra viên nào được việc ở thuộc hạt đem người thuộc đường là bọn tên Mạt cùng 1 người thông ngôn đi, nhưng phải tìm mua lấy đồ vật gì mà kẻ kia thích dùng thì đem đi để làm đồ của Tướng quân tặng cho. Trong khi nói chuyện nên nói với Quốc trưởng ấy rằng: “Uy đức triều đình đến xa, mọi phương chầu phục, tức như nước Hoả Xá cũng đã đem lòng thành nộp đồ cống, được nhờ vả nhiều. Nước kia cùng Hoả Xá liền nhau, từ trước còn cách trở, chưa thông đường tiến cống. Nay nếu sai sứ đến thông hiếu, triều đình tất cũng khen nhận? Xem ý họ thế nào. Nếu nó không thích cũng không bắt ép. Nhân thể tuỳ tiện hỏi núi sông bờ cõi cho đến phong tục cư xử của nhân dân, theo từng việc đăng kỳ đệ về, làm tờ tâu ngay để rõ tình trạng”.

Rồi thì thành Trấn Tây nhân có việc thổ biền thổ dân nổi loạn, việc ấy bèn bỏ không làm nữa.

### Thiệu Trị
Thời Thiệu Trị, theo Đại Nam Thực Lục:
Tân Sửu, Thiệu Trị năm thứ nhất [1841], mùa xuân, tháng 3, Đổi lại danh hiệu hai nước Thủy Xá, Hỏa Xá. Hai nước này xưa gọi là Nam Bàn, là dòng dõi Chiêm Thành, Lê Thánh Tông đánh được Chiêm Thành, lập cho con cháu vua nước ấy gọi là nước Nam Bàn, ở phía tây núi Thạch Bi.
Nước Thủy Xá : phía tây giáp nước Hỏa Xá, đông giáp đồn Phước Sơn tỉnh Phú Yên và bọn Man chịu thuế ở Thạch Thành, bắc giáp bọn Man chưa quy phục ở Bình Định.
Nước Hỏa Xá: phía đông giáp Thủy Xá, tây giáp đất Sơn Phủ thành Trấn Tây, bắc giáp bọn Man có bộ lạc nhất định. Khi bản triều mới bắt đầu dựng nước, thường cứ 5 năm một lần sai sứ tiến cống sản vật địa phương (nước Hỏa Xá không thể tự đến được, phụ với nước Thủy Xá). Được nước ta thưởng cho thứ gì, họ đều lưu truyền lại làm của báu đời đời. Đầu năm Gia Long [1802-1819], sứ của nước ấy đến Phú Yên, được thưởng cho rất hậu và cho về nước. Sau, vì nước ấy không yên, không sai sứ đến cống được.
Năm Minh Mệnh thứ 12 [1831], nước Thủy Xá mới sai sứ đến cống, người thông dịch lại nói nhầm là Hỏa Xá, triều đình nhân theo cũng cho là Hỏa Xá. Đến đây, tỉnh thần Phú Yên là Lê Khiêm Quang và Nguyễn Văn Lý vâng lời thánh dụ, sai người đến tận nước ấy, hỏi rõ tình trạng rồi tâu lên. Lại tâu rằng: “Nước Thủy Xá liệt vào hàng chức cống của nước ta đã gần 20 năm nay, chỉ vì người thông dịch nhầm “thuỷ” ra “hoả”. Quốc trưởng nước ấy là Vĩnh Liệt vẫn không yên lòng, xin đổi tên nước ấy lại cho đúng. Nước Hỏa Xá cũng ngưỡng mộ đức hoá của nhà vua đã lâu, nhưng không thể tự đến được. Quốc trưởng nước ấy là Ma Thát cũng muốn phụ với nước Thủy Xá hợp nhau dâng lễ cống như lệ cũ".
Vua phán rằng : “Hoàng khảo ta uy đức rộng khắp. Những người tuy ở cõi xa, nơi hoang, chẳng ai không muốn dâng bày lễ cống ở trước sân, cũng tỏ lòng thành tôn kính bề trên. Thủy, Hỏa vốn là hai nước, nước Hỏa nhỏ mà ở xa, nước Thủy ở gần mà lại to, năm trước vào cống, nói là nước Hỏa, chứ không nói nước Thủy. Hoàng khảo ta là bậc thánh minh, đã lấy làm ngờ, biết là thế nào cũng có duyên cớ ; cho nên bắt đầu sai quan thành Trấn Tây, rồi lại sai quan tỉnh Phú Yên (năm Minh Mệnh thứ 21 [1840] mùa thu, sai quan ở thành Trấn Tây và tỉnh Phú Yên cho người đến hỏi sự trạng nước Thủy Xá, hỏi đi hỏi lại, cốt để biết rõ tình trạng, đến nay quả nhiên như thế. Vậy, giao cho bộ Lễ bàn luận cho kỹ, nếu là nhầm thì đổi lại cho đúng, nước nào đến cống thì tiến dẫn cho họ. Còn việc tiến cống chung nhau, ba năm một lần sai sứ đến, đều cho tuỳ ý để người xa, được thoả lòng thành”.
Khi tờ dụ đưa đến, cả hai nước đều rất mừng, xin đến tháng 6 sai sứ đến Kinh (một người sứ sang làm lễ tiến hương, một người sứ sang mừng vua lên ngôi). Vua ưng cho. Rồi ban cho Quốc trưởng nước Hỏa Xá là Ma Thát : họ là Cửu, tên là Lại, để tỏ mệnh lệnh mới. Lại thưởng cho phái nhân của tỉnh Phú Yên là bọn Nguyễn Văn Quyền và Đặng Văn Hoạt có thứ bậc.

Hai nước Thủy Xá và Hỏa Xá cống chung với nhau bắt đầu từ đây (các phẩm vật đem cống : nước Thủy Xá thì cống 2 chiếc ngà voi, 2 cái sừng tê. Nước Hỏa Xá thì cống 1 chiếc ngà voi, 1 sừng tê. Cứ đến năm Tý, Ngọ, Mão, Dậu thì nước Thủy Xá phải chọn sai người đi sứ và mang cả phẩm vật của hai nước đến tỉnh Phú Yên làm lễ tiến cống. Theo lệ, thưởng cho Quốc vương nước Thủy Xá 1 cái khăn nhiễu màu lam dài 8 thước, áo dài bằng sa dày màu lam, màu trắng 1 cặp, áo nhung vải trong lót lụa màu, tay hẹp 1 cái, áo sa dày màu lam, màu trắng tay hẹp 1 cặp, áo sa nam toàn tơ, tay hẹp các màu 5 chiếc, quần nhiễu màu lam, màu hồng mỗi màu 1 chiếc, quần lụa nam màu cánh kiến 2 chiếc, 1 bộ đồ uống rượu có 1 cái nậm, 3 cái chén, 1 cái khay. Quốc vương nước Hỏa Xá được 1 cái khăn nhiễu màu lam dài 8 thước, áo dài bằng sa dày màu lam, màu trắng 1 cặp, áo nhung vải trong lót lụa màu, tay hẹp 1 chiếc, áo sa nam toàn tơ, tay hẹp các màu 3 chiếc, quần nhiễu màu lam, màu hồng mỗi màu 1 chiếc, 1 bộ đồ uống rượu. Lại cấp cho Quốc vương hai nước đều 1 cặp áo mãng tam phẩm về võ giai. Thưởng cho Nguyễn Văn Quyền làm Đội trưởng ở tỉnh ấy, Đặng Văn Hoạt làm Cửu phẩm thư lại, bọn tuỳ phái, thông ngôn, mỗi người 1 cặp áo bằng nhiễu nam vải Tây dương và 10 lạng bạc).

### Tự Đức
Thời Tự Đức, theo Đại Nam thực lục:
Mậu Thân, Tự Đức năm thứ nhất [1848], ban sắc thư và lụa màu cho nước Thủy Xá và Hỏa Xá. Vua nước Thủy Xá là Vĩnh Liệt, kỳ mục nước Hỏa Xá (vua nước ấy còn khuyết chưa lập) xin sai sứ đến dâng hương và chúc mừng.
Tân Hợi, Tự Đức năm thứ 4 [1851], nước Hỏa Xá tôn Châm La làm vua. (Vua trước nước ấy là Cửu Lại, chết vào khoảng năm Thiệu Trị, không con, chưa có tôn ai lên. Châm La là cháu ngoại gọi Cửu Lại là cậu, ngày tháng 10 năm ngoái, dân Mán theo tục đem dây vải trói tay, đúng hạn không đứt, ngày tháng 3 năm nay lập làm Quốc vương. Nhân vì nước ấy có bệnh dịch đậu, nên đến đây mới báo).
Nhâm Tý, Tự Đức năm thứ 5 [1852], nước Thủy Xá, Hỏa Xá sai sứ thần là bọn Thế Kiều Mộc đến tiến cống (ngà voi và sừng tê). Vua cho là 2 nước ấy đường xa lại gặp năm mất mùa, cho làm lễ ở hành cung tỉnh Phú Yên, ban cho rồi cho về. Khi ấy vua mới nước Hỏa Xá là Châm La mới lập, đặc biệt cho họ là Cửu tên Hạ, để tỏ ra sắc mệnh yêu quý.
Giáp Tý, Tự Đức năm thứ 17 [1864], Quốc trưởng nước Thủy Xá là Vĩnh Liệt chết, người trong nước lập cháu họ Vĩnh Liệt là Xiếu Vuốt lên thay, xin cùng với nước Hỏa Xá sang năm đến cống. Vua sai vẫn để họ Vĩnh, cho tên là Tuân.

Mậu Thìn, Tự Đức năm thứ 21 [1868], Hai nước Thủy Xá, Hỏa Xá dâng lễ mừng, hai nước ấy năm trước gặp nạn đói kém, lệ cống hoãn đến năm nay, đến nay uỷ Chánh Phó sứ là Kiều Linh, Sơn Lý đến Phú Yên tiến dâng đồ cống và lễ mừng. (Đồ cống của nước Thủy Xá, 2 cái ngà voi, 2 cái sừng tê và lễ mừng 1 cái ngà voi ; đồ cống của nước Hỏa Xá, 1 cái ngà voi, 1 cái sừng tê và lễ mừng 1 cái ngà voi). Quan bộ Lễ tâu nói : Năm nay kính gặp Khánh tiết, đã ban Dụ bảo, phàm tất cả chầu mừng tiến dâng, yến nhạc, bày đặt phù phí đều bãi bỏ hết, nhưng 2 nước ấy ở xa hẻo lánh, tiêm nhiễm thanh giáo đã lâu, kính sửa lễ nghi tiến dâng là do lòng thành, nếu cho đình bãi, không phải để vui lòng người phương xa. Vua y lời tâu ấy (đến ngày làm lễ mừng, chuẩn cho đạo Phú Yên không phải về Kinh).
Tuy nhiên đến cuối thế kỷ 19, vào năm 1898 sau khi chiếm được Việt Nam, chính quyền thuộc địa Pháp bắt đầu tổ chức cai trị trực tiếp ở đây. Các vị tiểu vương đã tổ chức chống lại và viên thanh tra Prosper Odend đã bị vua Hỏa Xá Po At giết vào năm 1904. Tuy nhiên trước sự tấn công của viên sĩ quan Vincillionni kế tiếp, vua Po At đã phải chạy trốn và vai trò tiểu vương Hỏa Xá Thủy Xá chính thức chấm dứt tồn tại.